# Weißohrbülbül
Der Weißohrbülbül  (Pycnonotus leucotis) ist ein Echter Bülbül aus der Familie der Bülbüls.
Die Bestandssituation des Weißohrbülbüls wird mit least concern (= nicht gefährdet) angegeben.

## Merkmale
Der Weißohrbülbül erreicht eine Körperlänge zwischen 21 und 23 Zentimetern. Sie wiegen zwischen 28 und 34 Gramm. Es gibt keinen auffälligen Geschlechtsdimorphismus. Männchen und Weibchen sind gleich gefärbt, lediglich die Jungvögel sind matter.
Oberkopf, Kehle und oberer Nacken sind schwarz, die Wangen weiß. Das Scheitelgefieder wird bei Erregung gespreizt. Die Oberseite ist olivfarben gräulich, die Schwingen sind etwas dunkler. Die Unterseite ist hell graubraun. Der Schwanz ist wie die Schwingen graubraun, zuweilen auch dunkler, fast schwarz und endet mit einem meist breitem weißen Terminalband, von dem auf der Oberseite jedoch nur ein schmaler weißer Rand zu sehen ist. Diagnostisch ist neben dem weißen Wangengefieder der leuchtend orangegelbe Bürzel. Der leicht abwärtsgebogene Schnabel ist anthrazitfarben, der unbefiederte Abschnitt der Beine ist dunkelgrau.

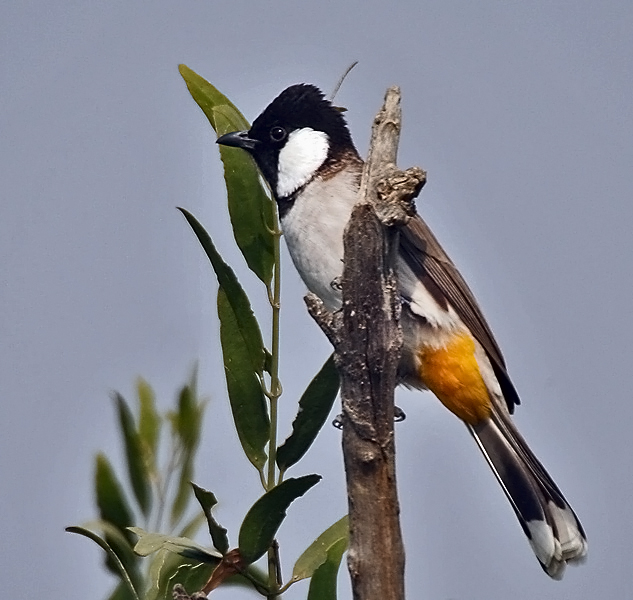
Khabbar Baum (Salvadora oleoides) in Faridabad, Haryana, Indien
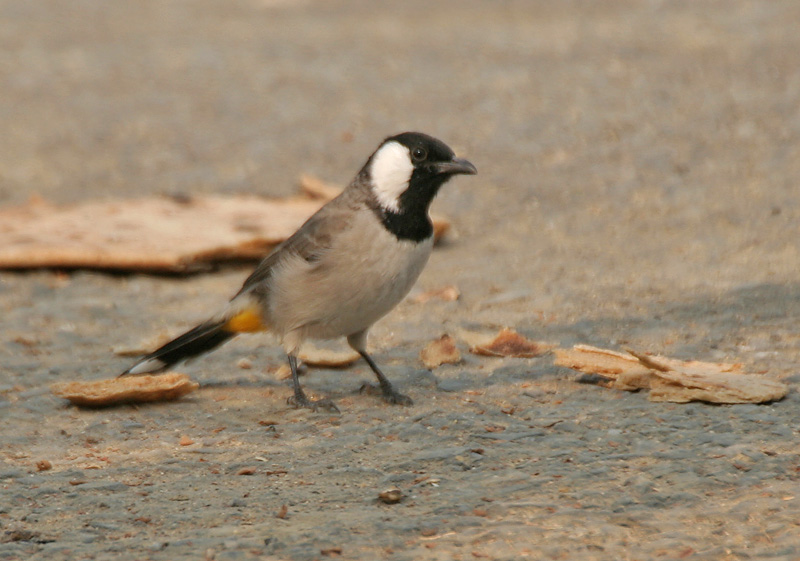
Nahrungssuchend in Hodal, Indien
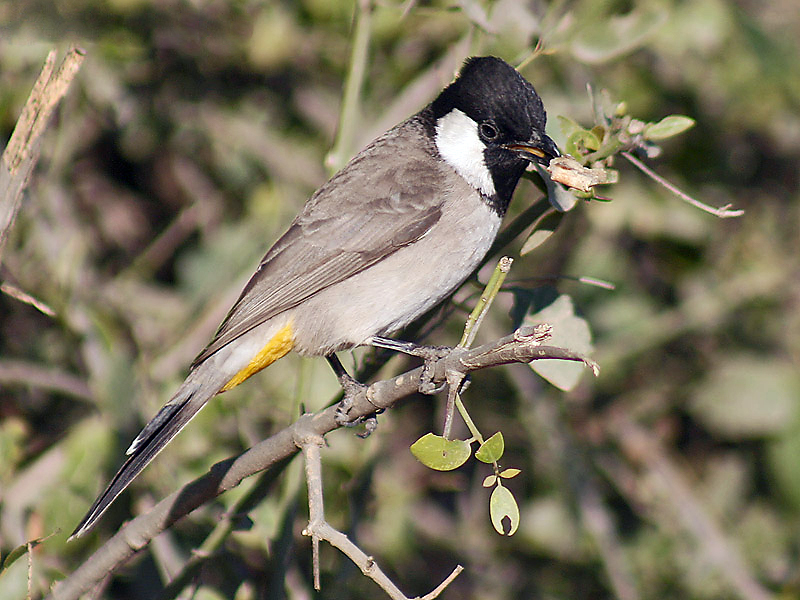
In Bharatpur, Rajasthan, Indien
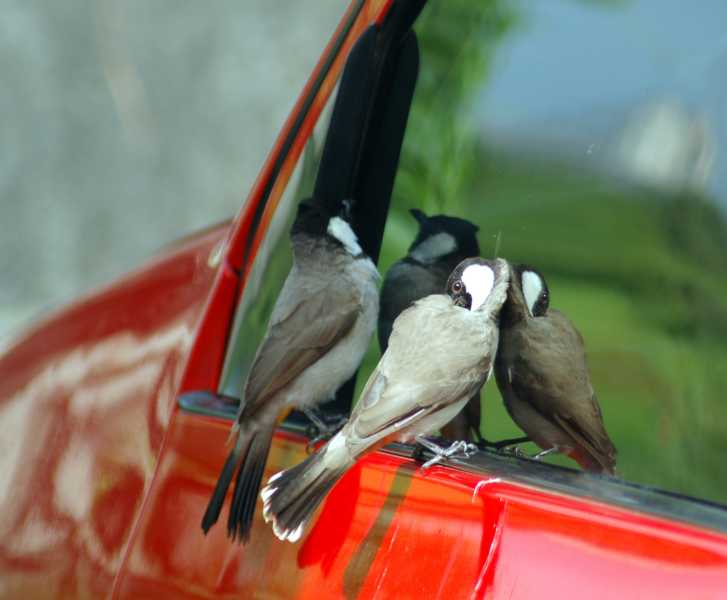
Rivalenkampf
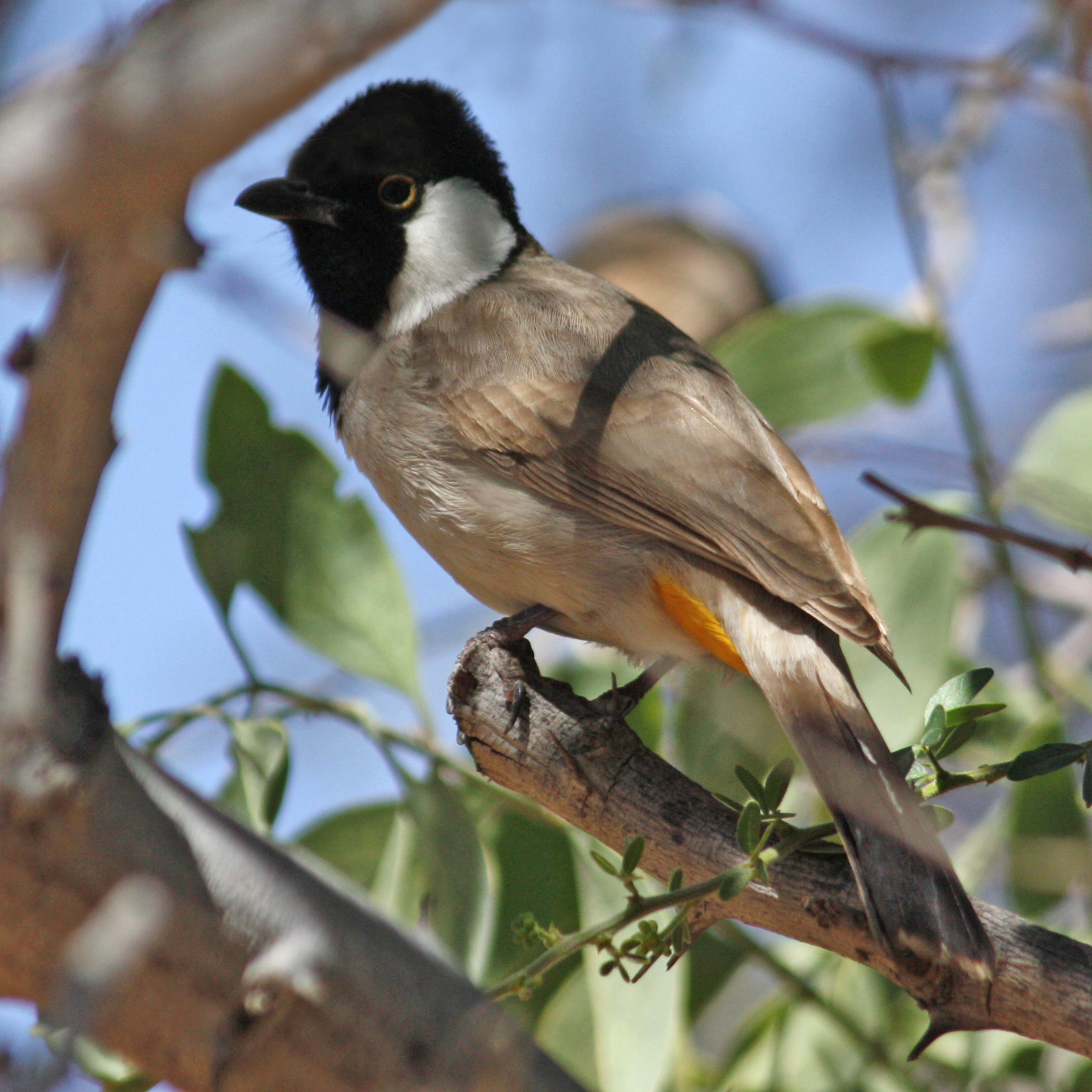
Im Oman

## Verbreitungsgebiet

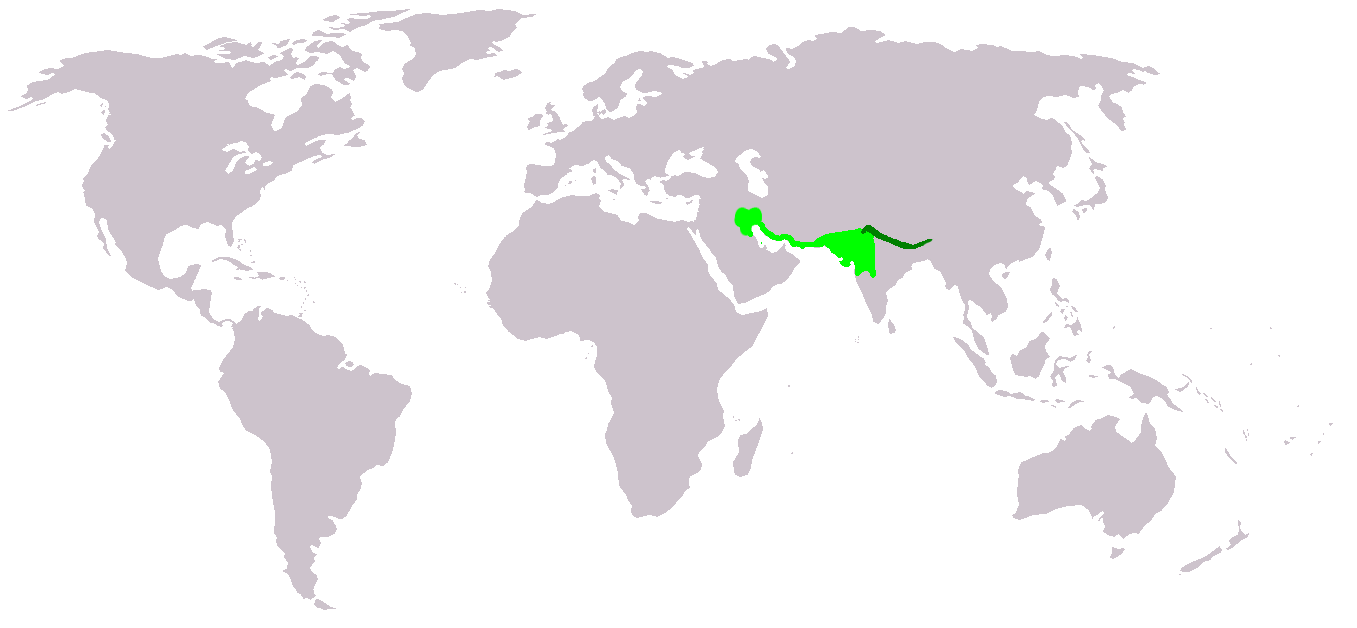
Himalajabülbül
Weißohrbülbül

In dem großen Verbreitungsgebiet werden eine große Zahl von Arten aus der Gattung unterschieden.
Am ähnlichsten ist sehr wahrscheinlich der Himalajabülbül (Pycnonotus leucogenys), welcher in der Verbreitung in überschneidenden Arealen anzutreffen ist.

## Lebensraum
Der Weißohrbülbül lebt in eher feuchten Wäldern mit dichtem Unterwuchs von Büschen und Sträuchern und kommt gelegentlich in landwirtschaftlich genutzten Gebieten vor. Er erschließt sich auch den urbanen Raum und kommt in Parks und Gärten vor, besonders dort, wo Grasflächen gemäht werden. Es wird angenommen, dass er gezielt Ausschau nach auffliegenden Insekten hält, welche beim Mähen aufgeschreckt werden.
Es ist meist in einer max. Höhe von drei Metern anzutreffen, wobei man ihn öfter hört, als man ihn sieht. Gelegentlich lässt er sich auffallend auf den Boden nieder. Wie oft bei spatzengroßen Vögeln sind seine Bedrohungen in menschlicher Nähe eher Katzen und elektrische Kabel auf Masten.

## Lebensweise
Weißohrbülbüls ernähren sich von Früchten wie wilden Feigen, Beeren, Nektar und Insekten, die sie manchmal in der Luft erbeuten. Ihr Flug ist kraftvoll und geradlinig. Wenn sie sitzen, spreizen sie den Schwanz.
Ihr Verhalten ist dem der Spottdrosseln sehr ähnlich. Sie zwitschern gemeinsam, wenn sie in den Bäumen und Sträuchern hin und her hüpfen oder von einem Dschungeldickicht ins nächste fliegen. Wenn Jungvögel im Nest sind, löst ein menschliches Pfeifen die Reaktion der Jungen aus.
Wenn der Weißohrbülbül in Gruppen von 5 bis 15 Vögeln umherzieht, sind sie gut durch den entstehenden Lärm auszumachen. Besonders Futterneid und Rivalenkämpfe sind meist Auslöser von Lärm.

## Fortpflanzung
Die Brutzeit variiert mit dem Verbreitungsgebiet und liegt in der Regel von März bis Juni vor. Männchen und Weibchen bauen zusammen das Nest. Es ist ein großes Nest, welches aus Wurzelfasern, Bambusblättern und vertrocknetem Laub in Kletterpflanzen oder Brombeersträuchern versteckt gebaut wird. Es liegt ungefähr ein Meter über dem Boden.
Das Gelege besteht in der Regel aus 3 bis 4 Eiern. Die Nestlinge schlüpfen nach einer Brutzeit von 12 bis 14 Tagen. Da die Brut bereits mit der Ablage des ersten Eis aufgenommen wird, schlüpfen die Nestlinge asynchron. Sie werden zu Beginn von den Elternvögeln vorwiegend mit animalischer Kost gefüttert. Sie sind nach etwa zwei Wochen flügge.

## Unterarten
Es sind folgende Unterarten bekannt:
- Pycnonotus leucotis mesopotamia Ticehurst, 1918 kommt im nordöstlichen Arabien, südlichen Irak und südwestlichen Iran vor.
- Pycnonotus leucotis leucotis (Gould, 1836) ist im südlichen Iran, im südlichen Afghanistan, in Pakistan und dem nordwestlichen Indien verbreitet.

## Einzelbelege
1. ↑   Pagel, Marcordes:  Exotische Weichfresser. S. 100ff.
2. ↑  IOC Wrld bird list Bulbuls